# Isla de la Joya

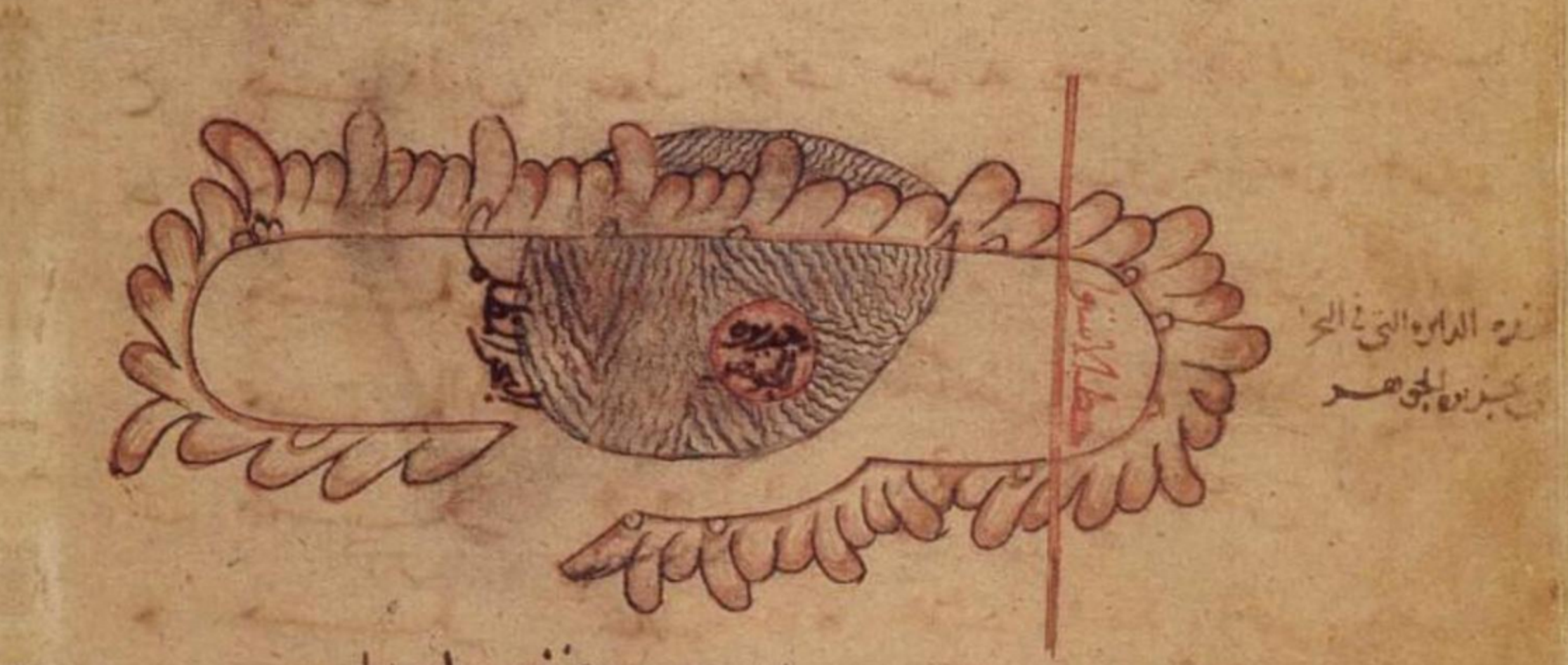
El mapa corográfico de la Isla de la Joya del 1037 D.C del Libro de la Descripción de la Tierra de al-Khwārizmī. [1] [2] (North is to the left.)

La Isla de la Joya (en árabe: جزيرة الجوهرة‎ Jazīrat al-Jawhar ) o Isla de los Zafiros (en árabe: جزيرة الياقوت‎ Jazīrat al-Yāqūt) era una isla semi-legendaria en la cartografía árabe medieval, que se dice que se encuentra en el Mar de la Oscuridad (Bahr az-Zulamat) cerca del ecuador, formando el límite oriental del mundo habitado. La isla no aparece en ningún otro manuscrito sobreviviente de la Geografía de Ptolomeo ni de otros geógrafos griegos. En cambio, se atestigua por primera vez en el Libro de la Descripción de la Tierra, de influencia mayoritariamente ptolemaica, compilado por al-Khwārizmī alrededor de 833 D.C. El mapa de Ptolomeo terminaba en el 180° Este de las Islas Afortunadas sin poder explicar lo que podría haber en la costa oriental del Océano Índico o más allá de las tierras de Sinae (China) y Serica en Asia. Posteriormente , las misiones romanas llegaron a la corte Han a través de Longbian (Hanoi) y los musulmanes chinos atribuyen tradicionalmente la fundación de su comunidad al Compañero Saʿd ibn Abi Waqqas ya en el siglo VII. 
Comerciantes musulmanes como Soleiman establecieron importantes comunidades de expatriados; se registra una masacre a gran escala de árabes y persas en Yangzhou en 760. Estas conexiones mostraron a al-Khwārizmī y otros geógrafos islámicos que el Océano Índico no estaba cerrado como habían sostenido Hiparco y Ptolomeo, sino que se abría de forma estrecha o amplia.
Los cuatro mapas corográficos del manuscrito de 1037 D.C. de al-Khwārizmī, incluido el de la Isla de la Joya, son los mapas más antiguos que se conservan del mundo islámico hasta nuestros días. Al-Khwārizmī colocó a la Isla de la Joya el punto más oriental del mundo habitado. Su diccionario geográfico está dividido por categorías, pero en total proporcionaba las coordenadas de su costa, tres ciudades en ella, la cadena montañosa circundante y dos cumbres en su interior. Se encuentra en el Mar de la Oscuridad cerca del ecuador, al este de su equivalente de la Península Dorada de Ptolomeo (Malasia) y al este de la península fantasma aún más grande, ahora conocida como la Cola del Dragón, que reemplazó La costa oriental desconocida de Ptolomeo del Océano Índico. Su centro fue dado a 173° al este del primer meridiano de al-Khwārizmī frente al oeste de África y 2° al norte del ecuador.
Ahora se identifica típicamente con una de las islas de Indonesia o con Taiwán (la isla de Formosa), aunque la descripción de al-Khwārizmī parece tomar prestado elementos de relatos ptolemaicos y legendarios de Taprobane (Sri Lanka).